# Babes on Swing Street
Babes on Swing Street est un film musical américain réalisé par Edward C. Lilley, sorti en 1944.

## Fiche technique
- Réalisation : Edward C. Lilley[1]
- Scénario : Howard Dimsdale, Eugene Conrad d'après l'histoire Merrily We Sing de Brenda Weisberg
- Producteur : 	Bernard W. Burton
- Photographie : Jerome Ash
- Montage : Fred R. Feitshans Jr.
- Production : Universal Pictures[2]
- Distributeur : Universal Pictures
- Durée : 69 minutes
- Date de sortie : 27 octobre 1944

## Distribution
- Ann Blyth : Carol Curtis
- Peggy Ryan : Trudy Costello
- Andy Devine : Joe Costello
- Leon Errol : Malcolm
- Alma Kruger : Martha
- June Preisser : Fern
- Kirby Grant : Dick
- Anne Gwynne : Frances